# Odense Kanal
Odense Kanal är en 5 kilometer lång, grävd kanal på ön Fyn i Danmark. Kanalen ligger i Region Syddanmark, i den centrala delen av landet, 140 km väster om Köpenhamn och förbinder Odense hamn med Odense Fjord.
Utgrävningen av den första kanalen började 1796 och tog åtta år. Den grävdes för hand av omkring 200 arbetare och invigdes den 7 oktober 1803. Fartygen blev allt större så en ny, större kanal byggdes parallellt med den gamla 1904. När Fynverket byggdes efter andra världskriget fylldes en del av den gamla kanalen igen och resten används till kylvatten från kraftverket. 

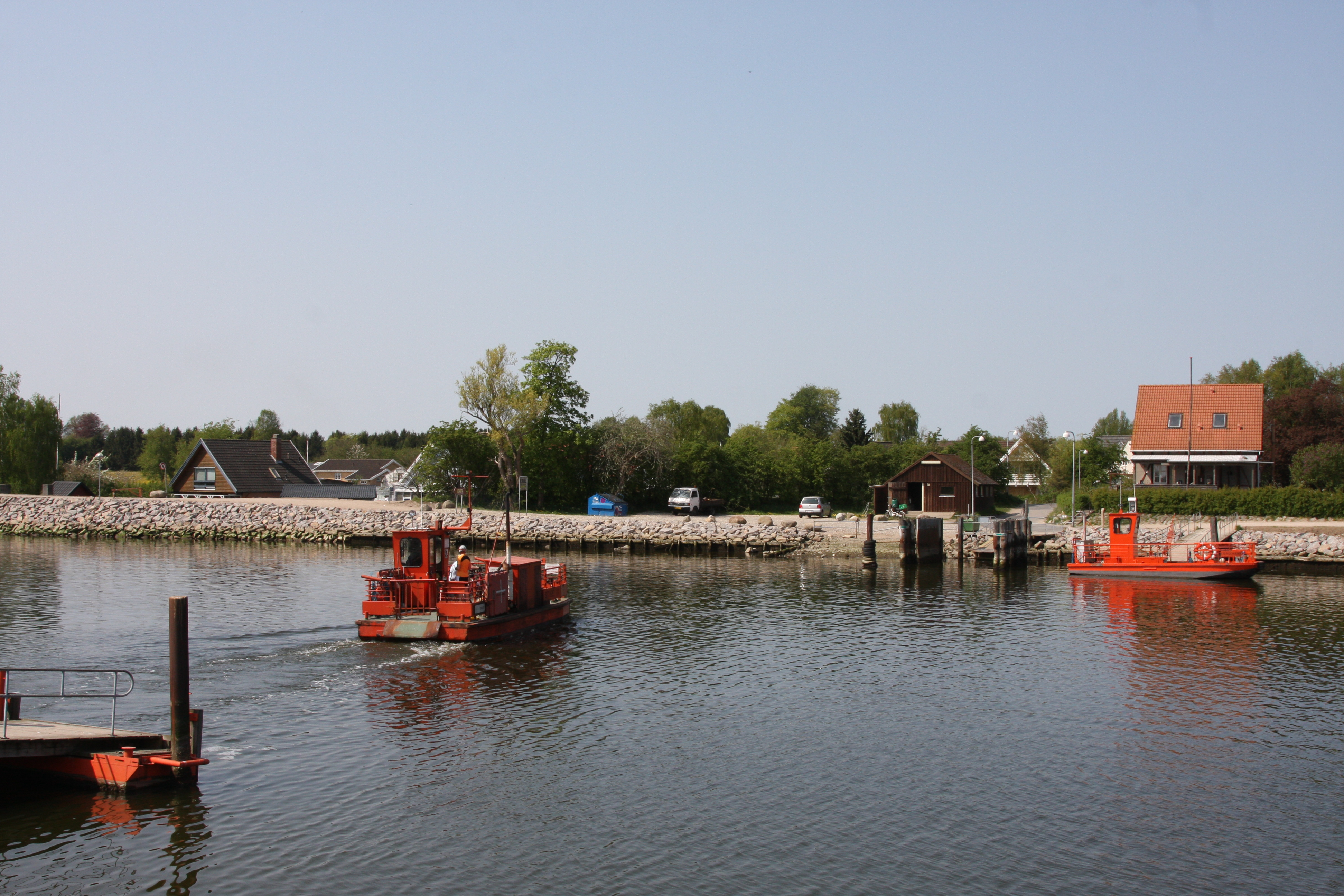
Den tidigare färjan över Odense kanal.

Kanalen är idag 7,5 meter djup. Den trafikerades av en liten passagerarfärja i Stige tills en ny svängbro byggdes år 2014.